# Ніт-Порт-Толбот
Ніт-Порт-То́лбот (англ. Neath Port Talbot) — область у складі Уельсу. Розташована на півдні країни. Адміністративний центр — Порт-Толбот.

## Найбільші міста
Міста з населенням понад 4 тисячі осіб:
| № | Місто       | Населення, осіб (2001) |
| - | ----------- | ---------------------- |
| 1 | Ніт         | 45 898                 |
| 2 | Порт-Толбот | 35 633                 |
| 3 | Понтардейв  | 19 095                 |
| 4 | Кумавон     | 5 581                  |
| 5 | Глін-Ніт    | 4 148                  |

## Персоналії
- Річард Бертон (1925 — 1984) — відомий британський актор театру і кіно.